# 콜로니제이션
시드 마이어의 콜로니제이션(콜로니제이션, 원제:Sid Meier's Colonization) 은 마이크로프로즈가 1994년 발매한 MS-DOS기반 턴 방식 전략 게임이다. 1995년 윈도우용으로도 발매되었고, 2008년에 문명 IV를 기반으로 한 리메이크 버전이 발매되었다.

## 게임의 목적
콜로니제이션은 콜럼버스가 아메리카 대륙을 발견한 1492년 이후의 열강의 식민지 경쟁 상황을 기반으로 한 전략 시뮬레이션 게임이다. 플레이어는 각기 특성이 있는 영국, 스페인, 프랑스, 네덜란드의 4개 열강 중 하나를 선택하여 그들을 이끌고, 최종적으로는 전쟁을 통해 그들의 모국으로부터 독립을 얻어야 한다.
신대륙에는 플레이어의 세력 말고도 다른 유럽의 세력과 토착 원주민들이 존재하며, 이들은 플레이어와 교류를 하거나 전쟁을 벌일 수도 있다. 플레이어는 이들 세력과 함께, 모국과도 교역을 하여 새로운 식민지인의 고용과 선박과 대포의 제작에 필요한 금을 얻을 수 있다.

## 게임의 진행
게임은 주로 식민지 거점에서 생산되는 물품을 본국이나 타국의 식민지, 원주민에게 팔아 금을 얻는 것을 위주로 진행된다. 식민지 거점에서 얻을 수 있는 물품은 크게 식민지 주변에서 얻을 수 있는 1차 산물과 1차 산물을 거점 내부에서 가공하여 생산되는 2차 산물로 나눌 수 있다. 식량, 목재와 같은 식민지 개척에 필요한 자원과 광물, 모피, 목화, 사탕수수, 담배와 같은 자원이 1차 산물에 속하며, 2차 산물에는 이들 1차 산물을 가공하여 얻을 수 있는 코트, 직물, 럼주, 시가 등이 있다. 이들 물품을 생산하는 데에는 거점에 속한 개척자와, 2차 산물의 경우 생산하는 데 필요한 1차 산물이 존재해야 한다.

## 평가
| 평가                                                                             |       |
| -------------------------------------------------------------------------------- | ----- |
| 평론 점수 평론사 점수 CGW [ 1 ] 넥스트 제네레이션 [ 2 ] PC 게이머 (US) 85% [ 3 ] |       |
| 평론 점수                                                                        |       |
| 평론사                                                                           | 점수  |
| CGW                                                                              | [ 1 ] |
| 넥스트 제네레이션                                                                | [ 2 ] |
| PC 게이머 (US)                                                                   | 85%   |

## 같이 보기
- FreeCol - 콜로니제이션의 자유 소프트웨어 클론